# 原欣伸
原 欣伸（はら よしのぶ、1968年8月31日 - ）は、日本の政治家。愛知県犬山市長（1期）。元愛知県議会議員（4期）、元犬山市議会議員（1期）。

## 来歴
愛知県立江南高等学校、日本体育大学体育学部体育学科卒業。愛知県議会議員（犬山市選挙区選出）石田芳弘の秘書を11年間務めたのち、2003年（平成15年）に犬山市議会議員、2007年（平成19年）愛知県議会議員に当選。県議時代は自民党愛知県連幹事長などを歴任した。

### 2022年犬山市長選挙

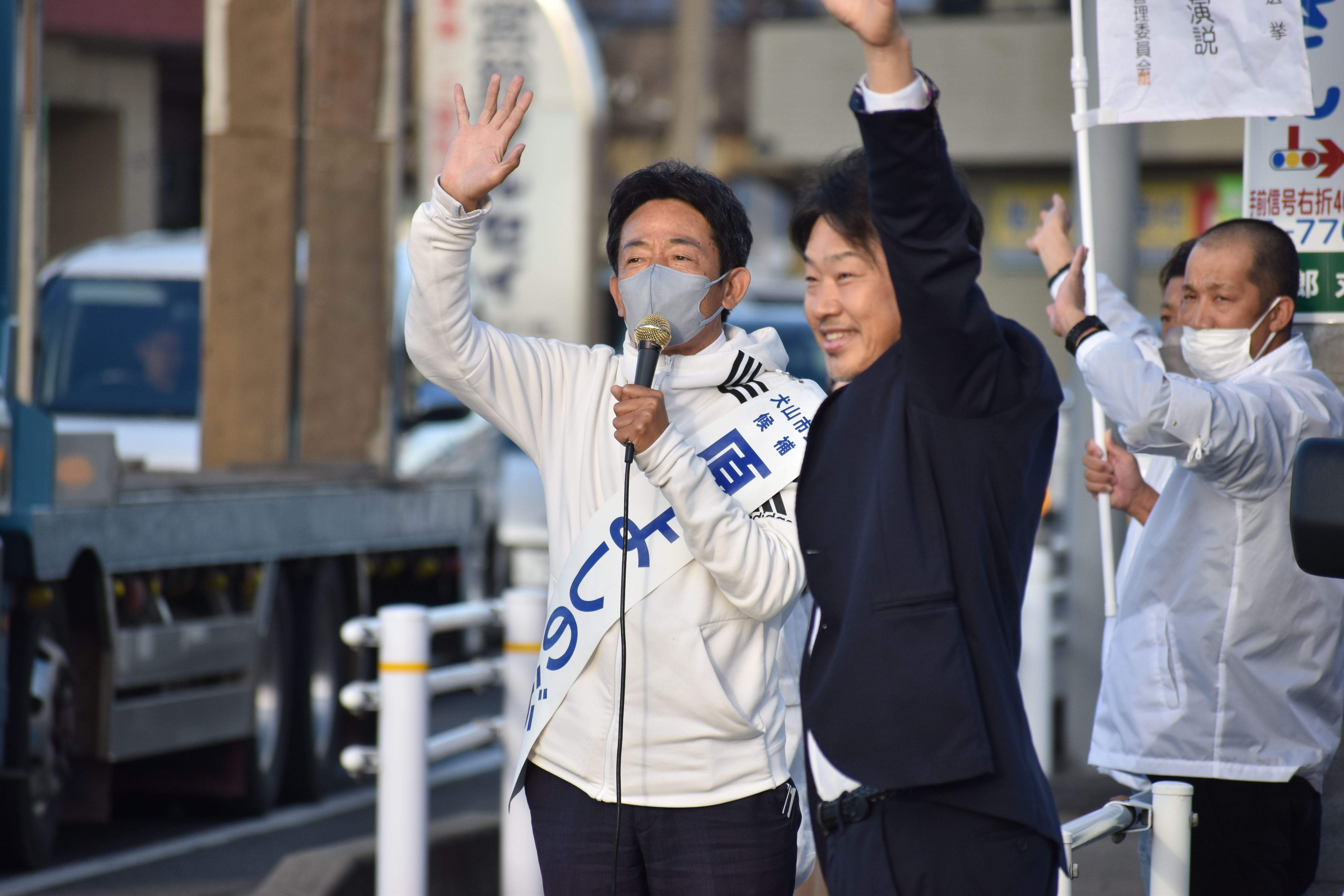
街頭演説する原。右側の人物は第7代犬山市長の山田拓郎（カネスエ五郎丸店にて）

2022年（令和4年）11月20日告示の犬山市長選挙に立候補。同年4月にこの選挙に立候補せず、退任を表明していた現職市長の山田拓郎は早々に原を後継指名し全面支援を表明したほか、保守系市議や各種団体など幅広い支持を集め選挙戦を終始優位に進めた。大きな争点がなく投票率が低調に終わった点も組織力を軸とした陣営に優位に働いた。11月27日の投開票の結果、元市議の丸山幸治、元市長の田中志典を破り初当選。
※当日有権者数：59,386人 最終投票率：47.66%（前回比：－1.97pts）
| 候補者名 | 年齢 | 所属党派 | 新旧別 | 得票数   | 得票率 | 推薦・支持 |
| -------- | ---- | -------- | ------ | -------- | ------ | ---------- |
| 原欣伸   | 54   | 無所属   | 新     | 17,675票 | 63.09% |            |
| 丸山幸治 | 44   | 無所属   | 新     | 5,291票  | 18.89% |            |
| 田中志典 | 64   | 無所属   | 元     | 5,047票  | 18.02% |            |

## 市政

### 給食費の無償化
2023年（令和5年）1月12日、年頭の記者会見で子育て支援策として第二子の中学校給食費を無償化すると明らかにした。具体的な開始時期は調整中で、2月の新年度予算案発表までには決めるという。市によると、対象は約870人で、約5500万円の財源が新たに必要になる。原は会見で「（少子高齢化は）犬山の一番の弱み。子どもたちの未来に投資をしていきたい」と述べた。市ではすでに第三子以降について、保育園から中学校までの給食費が無料になっている。原は初当選した2022年11月の市長選で「給食費無償化の拡充」と「多子多胎世帯への子育て支援の拡大」を公約していた。

### 道の駅計画の白紙化
前市長・山田拓郎が国道41号線沿いで計画していた「道の駅」整備について、原は2024年（令和6年）2月26日、「事業の費用対効果が見込めないことから白紙とする」と明らかにした。計画は山田が進めていたもので、2020年（令和2年）3月に「道の駅エリア基本計画」を公表。計画地は国道41号の南側3.8haで、西には名鉄小牧線や総合犬山中央病院がある。大きな駐車場や無料休憩所、多目的スペース、特産品販売所などを必須機能とし、2026年度の開業を目指していた。ところが同年5月、流行する新型コロナウイルス対応を最優先する事や、民間参入の情勢悪化が懸念されたため、事業は中止されていた。一方で、このエリアを「新たな都市拠点」として位置付けていく事は変わらず、今後はエリアの「市街化区域」編入を目指し、商業施設や住宅の進出を促すという。

### キッズスペース
2024年（令和6年）2月26日、公約に掲げていた「屋内型キッズスペース」を犬山駅東口の商業施設「ヨシヅヤ犬山店」の2階に整備し、2026年度早期に開業すると明らかにした。利用者は0から12歳の子どもと保護者を想定し、天候に関係なく子どもたちが遊んだり、子育ての相談もできる施設になるという。

### 各年の予算案

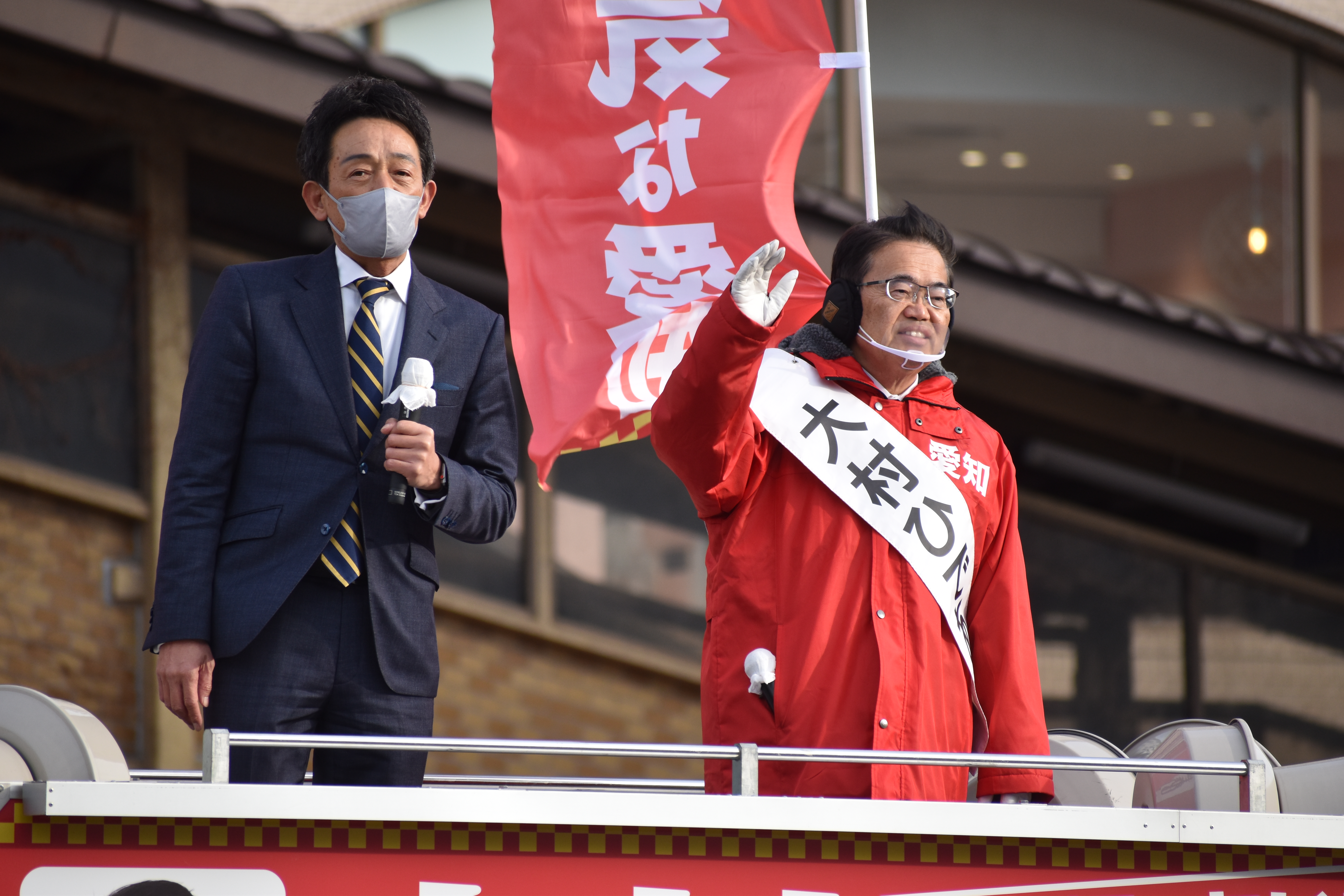
2023年1月26日、大村秀章の応援演説をする原（犬山駅西口にて）

#### 2023年「やさしく元気な犬山づくり予算」
2月15日、2023年度当初予算案を発表。小学校や保育園など子どもたちが使う施設整備が新年度に集中したため、一般会計は過去最大だった2022年をさらに17億円余り上回る規模となった。原は2022年12月に就任したばかりで、「原カラー」と呼べるような事業はまだ多くない。子どものための環境整備は山田拓郎（前犬山市長）も強く推進してきた施策で、「山田カラー」も色濃く残った。
| 一般会計 | 281億7568万円 | 6.7% |
| 特別会計 | 145億1149万円 | 1.2% |
| 企業会計 | 57億5719万円  | 0.4% |
| 総額     | 484億4437万円 | 4.2% |

| 犬山市立犬山南小学校の新校舎建設                 | 10億7446万円 |
| 新橋爪・五郎丸子ども未来園の造成                 | 1億5733万円  |
| 新羽黒保育園を造るため旧市民プールを解体         | 1億6321万円  |
| 2024年度からの病児保育開始の準備                 | 4048万円     |
| 小中学校特別教室にエアコン設置（完了は2024年度） | 1333万円     |
| 犬山市立城東中学校南側に多目的広場を整備         | 2億3629万円  |
| 50歳以上へ帯状疱疹ワクチン接種費助成             | 2358万円     |
| 目と口のフレイル健診実施                         | 406万円      |
| 「広報犬山」全戸配達、発行は月1回に              | 4748万円     |
| 「わん丸君バス」の運行ルートやダイヤを12月に再編 | 539万円      |

#### 2024年「住み続けたい犬山実現予算」
2月20日、2024年度当初予算案を発表。原にとっては編成段階から本格的に関わった初めての予算で、子育て施策や多様性に関する施策で「原カラー」を打ち出した。予算規模は、市へのふるさと納税が大きく減ることから一般会計、総額とも3年ぶりの減少となった。
| 一般会計 | 278億780万円  | 1.3% |
| 特別会計 | 145億5562万円 | 0.3% |
| 企業会計 | 58億1178万円  | 0.9% |
| 総額     | 481億7521万円 | 0.6% |

| 小学1年生の給食費を無料に            | 3052万円    |
| 小中学校の特別教室にエアコン設置     | 1億6999万円 |
| 病児保育施設「みどりの園」開始       | 803万円     |
| 公共施設の照明をLED化                | 1億2911万円 |
| タクシー助成制度の拡充               | 2048万円    |
| 二の宮みかんや桃のブランディング推進 | 150万円     |
| 市制70周年記念事業                   | 627万円     |

## 出演

### テレビ番組
- 桂文枝の全国の首長さんに逢いたい!（2023年7月8日 - 7月29日、BSよしもと）[11][12][13][14]。